# Parc national de Kiasar
Le parc national de Kiasar est un parc national dans la chaîne de l'Elbourz, en Iran.